# Kreuzkirche (Hemer)

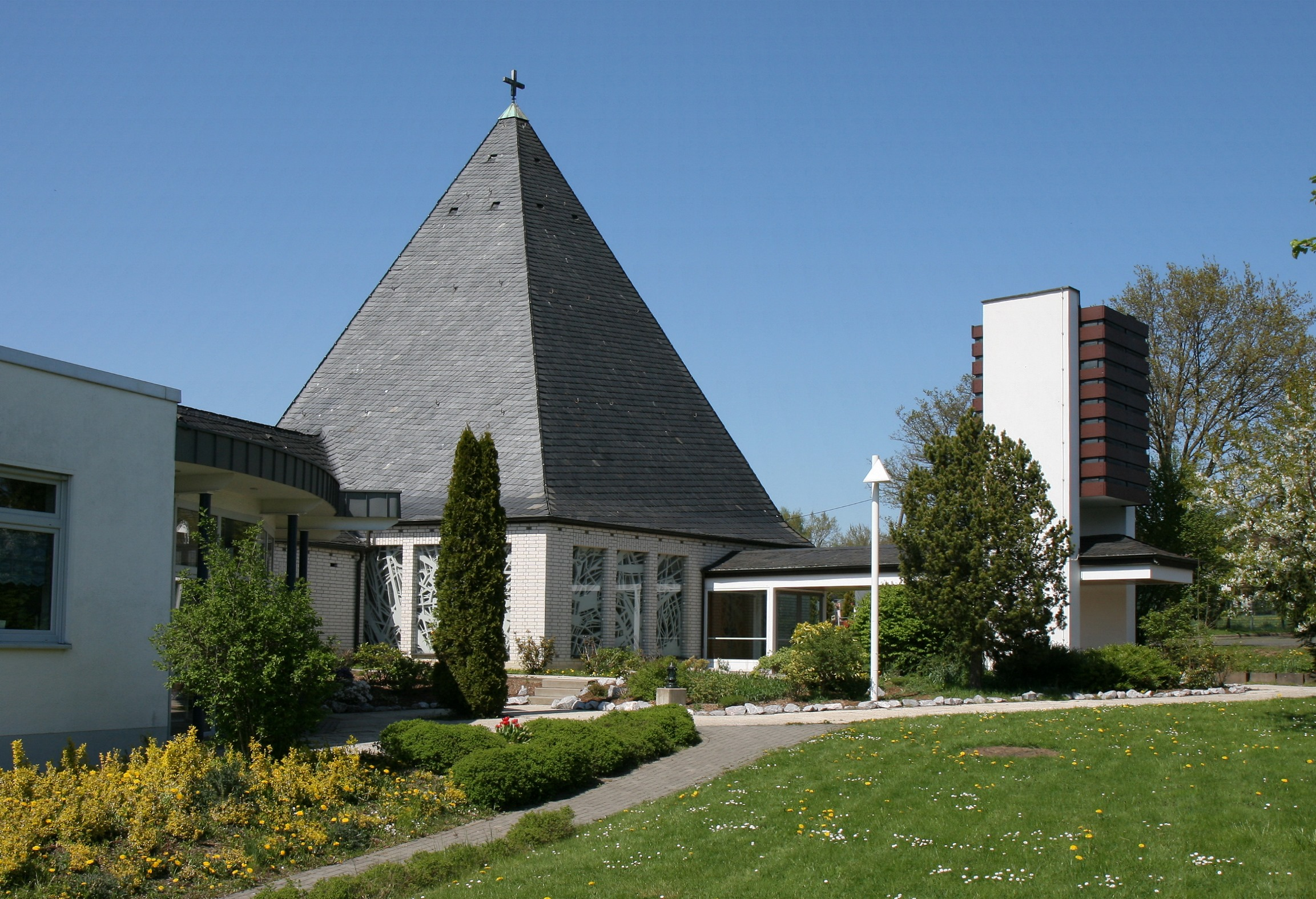
Kreuzkirche

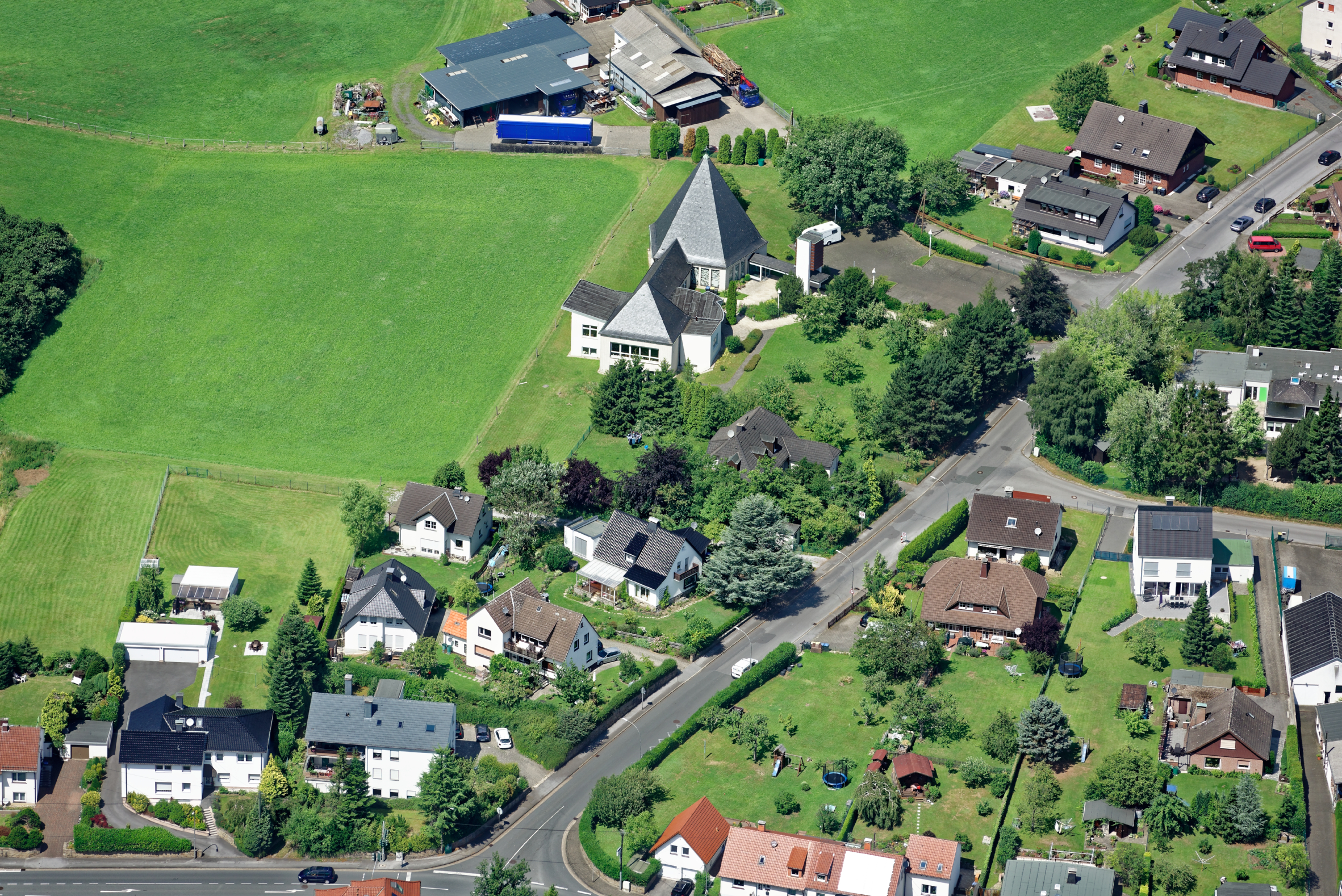
Luftbild

Die Kreuzkirche ist eine Kirche im Westen des Ortsteils Stübecken in der Stadt Hemer im Märkischen Kreis, Nordrhein-Westfalen. Sie ist eine von vier Gottesdienststätten der Evangelischen Kirchengemeinde Hemer, die zum Kirchenkreis Iserlohn der Evangelischen Kirche von Westfalen gehört, und wurde 1964 eingeweiht. Prägend ist das spitze Zeltdach und der Glockenturm, der der Kirche vorgelagert ist.

## Geschichte
Am 18. Oktober 1964 wurde das Kirchengebäude eingeweiht und damit seiner Bestimmung übergeben. Die katholische Kirchengemeinde St. Peter und Paul sammelte Spenden in Höhe von insgesamt 650 DM, um damit ein Taufbecken zu finanzieren. Ostern 1980 wurde schließlich die Orgel eingeweiht, die der Hemeraner Bürgermeister Hans Meyer stiftete.

## Architektur und Ausstattung
Die Kirche hat ein regelmäßiges Fünfeck zum Grundriss und fasst 150 Personen. Prägendes Gestaltungselement ist ein Zeltdach, das die Höhe des Glockenträgers vor dem Eingang noch übertrifft. Seitlich angebaut wurden die Sakristei und Gemeinderäume.

### Glocken
Die Glockenweihe fand gemeinsam mit der Einweihung im Oktober 1964 statt. Die Glockengießerei der Gebrüder Rincker schuf 1964 folgende drei Glocken, die in einem Glockenträger vor dem eigentlichen Kirchengebäude untergebracht sind:
| Nr. | Schlagton | Durchmesser | Gewicht | Inschrift                                                                                                |
| --- | --------- | ----------- | ------- | --- |
| 1   | a′        | 967 mm      | 520 kg  | „Wir haben einen Herrn Jesus Christus durch welchen alle Dinge sind und wir durch ihn Jahreslosung 1964“ |
| 2   | c′′       | 815 mm      | 320 kg  | „Friede sei mit euch Joh 20,26“                                                                          |
| 3   | d′′       | 730 mm      | 222 kg  | „Freuet euch in dem Herrn allewege Phil. 4,4“                                                            |

### Orgel
Am 6. April 1980 wurde die Orgel der Kreuzkirche geweiht. Gebaut wurde sie von der Orgelbauanstalt von Alfred Führer. Die Disposition:
| Manual     |    |
| Gedackt    | 8′ |
| Prinzipal  | 4′ |
| Rohrflöte  | 4′ |
| Waldflöte  | 2′ |
| Mixtur III |    |

| Pedal  |     |
| Subbaß | 16′ |